# Ibn Masarra
Muhammad ibn Masarra, noto anche come Abu 'Abd Allah Muhammad ibn 'Abd Allah ibn Masarra ibn Najih al-Jabali, arabo: أبو عبد الله محمد بن عبد الله بن مسرة بن نجيح الجبلي, (Córdoba, 19 aprile 883 – Córdoba, 931), è stato un asceta e letterato arabo della Spagna islamica.

## Biografia
Fu influenzato dal kalām mutazilita, del quale il padre fu un seguace. Dai suoi scritti si evidenzia la conoscenza del neoplatonismo arabo e la probabile influenza di teorie batinite di carattere esoterico.